# Великі Кринки
Вели́кі Кри́нки — село в Україні, у Глобинській міській громаді Кременчуцького району Полтавської області. Населення станом на 01.01.2017 року — 2319 осіб. Кількість дворів — 837.

## Географія
Розташоване біля р. Кринки (місцева назва — Крива Руда), за 62 км від райцентру та за 25 км від залізничної станції Глобине. 2747 ж. (1990).
Рельєф району формувався під впливом процесів вокалізму трансгресій (наступів) древніх морів і накопичення потужних товщ морських відкладів (регресій 9 відступів) древніх морів і активізації ерозійних процесів наступу і танення льодовиків. На території Полтавської області і зараз тривають тектонічні процеси. Можливі коливання земної кори силою до 46 балів.
На території села є каскад ставків.
Територія Великих Кринок підлягає комплексній дії небезпечних природних явищ. З урахуванням природно-географічних особливостей в області можливі стихійні лиха або передумови до них.
Найбільшу загрозу представляють підтоплення, підйом рівня ґрунтових вод і затоплення фундаментів, підвалів, підземних комунікацій.

## Історія

### XVIII століття
Слобідка Кринки поселена на поч. XVIII ст. лубенським полковим суддею Дем'яном Булюбашем, сином чигирин-дібрівського полковника Івана Булюбаша — на землях, захоплених ним у шушвалівських козаків.
На час перепису 1781 відносилася до Остап'ївської сотні Миргородського полку та Жовнинської сотні Лубенського полку.
1787 слобідка Кринки входила до Говтвянського повіту Київського намісництва і належала прем"єр-майору Івану Базилевському з братами; с. Кринки (пізніше Малі Кринки) — капітанові Андрію Кулябку. Хутір Витяги — полковникові К. П. Битяговському, у 2 пол. 18 ст.- його дружині К. П. Битяговській (правнучці гетьмана Д. Апостола).
На поч. 70 -х рр. XVIII ст. Кринки (Великі Кринки) дісталися Івану та Степану Базилевським (також власники с. Турбаї). Після їх смерті були власністю Григорія та Федора Базилевських, потім синів Федора.
Турбаївське повстання 1789-1793 зробило великий вплив на всі навколишні села. Кринківці брали безпосередню участь у повстанні.

### XIX століття
З 1802 Великі Кринки — у складі Кременчуцького повіту. На час перепису 1859 у Великих Кринках — 215 дворів, 1267 жителів, дерев'яні Покровська (1800) та Преображенська (1801) церкви, селітряний і винокурний заводи, один ярмарок на рік. У 1867 віркрито земське училище (один учитель, 50 учнів), на поч. 20 ст. — 2 вчителі, законоучитель, викладач співів, понад 100 учнів. 1892 училище відкрите й у Малих Кринках. Крім того, при Покровській церкві (нова дерев'яна, збудована 1860) діяла церковнопарафіяльна жіноча школа. За даними перепису 1900 у Великих Кринках — 306 дворів, 1408 жителів, 2 ярмарки на рік.

### XX століття
Селяни Великих Кринок брали активну участь у революційних подіях 1905–1907 роках. У селі велася антиурядова агітація, влаштовувалися нелегальні сходки, збори. У 1906 вчинено напад на економію поміщика. У листопаді того ж року викликаний в село каральний загін вчинив розправу над селянами, організаторів виступу Л. В. Усенка, А. І. Гончаренка, В. О. і Т. С. Семибаламутів після покарання заслано до Архангельської губернії. 1907 у Великих Кринках відкрито лікарню, де був один лікар, діяв також фельдшерсько-ветеринарний пункт.
1910 у Великих Кринках — 304 господарства, 1887 жителів, маслобійня та млин з гасовими двигунами. У Малих Кринках — 217 господарств, 1489 жителів, паровий млин.
В 1917 році село входить до складу Української Народної Республіки.
Внаслідок поразки Перших визвольних змагань село надовго окуповане більшовицькими загарбниками.
З 7 березня 1923 територія Кринківської волості увійшла до складу Глобинського району Кременчуцького округу. На 7 вересня 1923 на території теперішньої Кринківської сільради було 3: Кринківська сільрада — с. Великі Кринки з хуторами Кринки та Ястребівщина, 2733 жителі; Бетягівська (Битягівська) сільрада — с. Битягівщина, села і хутори -Лукашівка, Новоселівка, Починки, Самійленки, 1428 жителів, Малокринківська сільрада — с. Малі Кринки з хуторами і селами — Луки, Малами, Часниківщина, Яновщина; 2435 жителів.
Весною 1924 році у Великих Кринках було насаджено громадський сад із 1200 дерев під назвою Ленінський. 1926 у В-Кринках — 459 дворів, 2394 жителі. 26 серпня 1928 створено Великокринківський район із частин Глобинського, Манжеліївського і Семенівського районів. У тому ж році тут організовано машинно-тракторне товариство «Незаможник» та птахівничо-кооперативне товариство «Своя праця», у 1928 — садово-виноградно-пасічне кооперативне товариство. На початку 1930 у Великих Кринках організовуються ТСОЗи «Згода», "Дружна сім"я", їм. Г. І. Петровського, «Пролетар», на базі яких створилися колгоспи. 2 вересня 1930 Великокринківський район ліквідовано, а його територію віднесено до Глобинського району. 22 січня 1935 знову створено Великокринківський район (тоді в складі Харківської області. З 22 вересня 1937 — у новоутвореній Полтавській області).
У Національній книзі пам'яті жертв Голодомору 1932—1933 років в Україні вказано, що 406 жителів села Великі Кринки і 196 жителів села Малі Кринки були вбиті більшовицьким окупаційним режимом за допомогою штучного голоду. Загалом по сільраді від голоду померло 894 особи.
1939 у Великих Кринках — 1799 жителів. У роки німецької окупації (13 вересня 1941 — 26 вересня 1943) гітлерівці стратили 225 жителів району.
На території Кринківської сільради діяла радянська партизанська група. У травні 1942 гітлерівці схопили й закатували лікаря з військовополонених М. І. Колосова. У 1950 році об'єднано колгоспи ім. С. М. Будьонного та ім. К.Є Ворошилова в один під іменем останнього, який з 1955 називався «Росія», а з 1963 — ім. М. Горького. 25 липня 1959 Великодолинську і Кринківську сільради об'єднано в одну Кринківську з центром у с. Великі Кринки. 26 жовтня 1962 року села Бетяги, Великі Кринки і Малі Кринки об'єднано в с. Великі Кринки.
30 грудня того ж року територію Великокринківського району віднесено до складу Глобинського району.
З 24 серпня 1991 року село входить до складу незалежної України.
12 червня 2020 року, відповідно до розпорядження Кабінету Міністрів України № 721-р «Про визначення адміністративних центрів та затвердження територій територіальних громад Полтавської області», село увійшло до складу Глобинської міської громади.
19 липня 2020 року, в результаті адміністративно - територіальної реформи та ліквідації Глобинського району, село увійшло до складу новоутвореного Кременчуцького району.

## Населення
- На час перепису 1859 у Великих Кринках — 215 дворів, 1267 жителів.[1]
- За даними перепису 1900 у Великих Кринках — 306 дворів, 1408 жителів, 2 ярмарки на рік.[1]
- 1910 у Великих Кринках — 304 господарства, 1887 жителів, маслобійня та млин з гасовими двигунами. У Малих Кринках — 217 господарств, 1489 жителів, паровий млин.[1]
- 1926 у В-Кринках — 459 дворів, 2394 жителі.[1]
- 1939 у В-Кринках — 1799 жителів.[1]
- 26 жовтня 1962 села Бетяги, В-Кринки і М-Кринки об'єднано в с. Великі Кринки.[1]
- 2001 — 2574 осіб.
- 2011 — 2337 осіб, 878 дворів.[5]
- 2016—2294 осіб, 831 двір.
- 2017—2319 осіб, 837 дворів.

### Мова
Розподіл населення за рідною мовою за даними перепису 2001 року:
| Мова            | Кількість | Відсоток |
| --------------- | --------- | -------- |
| українська      | 2468      | 95.88%   |
| російська       | 75        | 2.92%    |
| вірменська      | 13        | 0.50%    |
| угорська        | 5         | 0.19%    |
| румунська       | 2         | 0.08%    |
| білоруська      | 1         | 0.04%    |
| інші/не вказали | 10        | 0.39%    |
| Усього          | 2574      | 100%     |

## Організації
На території села Великі Кринки діють:
- - Великокринківська загальноосвітня школа І-ІІІ ступенів — директор Цимбал Микола Євгенійович.
  - Великокринківська загальноосвітня школа І-ІІ ступенів — директор Сабірзянов Альберт Іванович.
  - Великокринківська дитяча музична школа — директор Оченаш Петро Васильович.
  - Дошкільний навчальний заклад «Сонечко» — завідувачка Шивела Тетяна Миколаївна.
  - Великокринківська сільська бібліотека-філія Глобинської ЦБС — завідувачка Конотоп Людмила Миколаївна.
  - Великокринківський зональний будинок культури — директор Нестеренко Віктор Васильович.
  - Великокринківська АЗПСМ — завідувачка Безугла Ольга Олександрівна.
  - Великокринківський комбінат комунальних підприємств — директор Бугай Василь Васильович.
  - Великокринківське відділення зв'язку — начальник Микитенко Лідія Іванівна.
  - Товариство з обмеженою відповідальністю агрофірма «Соняшник» — директор Москаленко Віктор Григорович.
  - ТВБВ № 10016/094 філії Полтавського обласного управління АТ «Ощадбанк» — завідувачка Бігун Світлана Олександрівна.
  - Великокринківське відділення ПАТ КБ «ПриватБанк».
  - 17 магазинів.
  - Три аптеки.
  - Стадіон.[5]

## Видатні земляки
- Дяченко Федір Трохимович — Герой Радянського Союзу.
- Гошовська Валентина Андріївна — український політик, громадський діяч, народний депутат кількох скликань, кандидат філологічних наук, доктор політичних наук, професор, академік Української Академії політичних наук, почесний доктор та почесний професор декількох університетів, заслужений працівник народної освіти України, повний кавалер ордена княгині Ольги.
- Цмокаленко Дмитро Гнатович – Заслужений працівник культури України, лауреат премії імені Я. Галана; письменник.
- Роготченко Олексій Петрович — письменник, учасник Другої світової війни.
- Цапир Яків Архипович — письменник.
- Ківенко Василь Данилович — учасник Другої світової, науковець-філософ.
- Лобода Іван Іванович — Заслужений художник УРСР.
- Оченаш Павло Федорович (1924—1984) — учасник Другої світової війни, диригент, музикант, пісняр. Заслужений працівник культури України.
- Романенко Петро Іванович — науковець.
- Сухорук Петро Маркович — Герой Соціалістичної Праці, Лауреат Державної Премії України; бригадир механізованого загону ордена Трудового Червоного Прапора колгоспу ім. Горького.
- Іршенко Наталія Сергіївна — Повний кавалер ордена Трудової Слави.
- Вертебний Іван Андрійович — Заслужений працівник сільського господарства України; голова ордена Трудового Червоного Прапора колгоспу ім. Горького.
- Пилипенко Анатолій Михайлович — Заслужений механізатор України; механізатор ордена Трудового Червоного Прапора колгоспу ім. Горького.
- Гриценко Марія Андріївна — Заслужений учитель України; учителька початкових класів Великокринківської СШ.[7]

## Пам'ятники та поховання
У Великих Кринках
- Пам'ятник на братській могилі вояків Червоної Армії (8 чоловік), загиблих у 1943 при захопленні села (1959).
- Меморіальний комплекс — пам'ятник і братські могили жертв німецького націонал-соціалізму (225 чоловік) та вояків Червоної Армії — односельців, полеглих (186 чоловік) на фронтах німецько-радянської війни (1983)
- Могила лікаря-комуніста М. І. Колосова, братська могила 40 вояків Червоної Армії, спалених гітлерівцями у колгоспній коморі.
- Стела — пам'ятний знак на честь радянських військових частин і з'єднань, що захопили село у 1943 році (1983).